# Władimir Rodimuszkin
Władimir Aleksandrowicz Rodimuszkin (ros. Владимир Александрович Родимушкин; ur. 22 grudnia 1921 w Moskwie, zm. 15 stycznia 1986 tamże) – rosyjski wioślarz reprezentujący ZSRR, srebrny medalista olimpijski.
Wystąpił na igrzyskach olimpijskich w Helsinkach w 1952 roku, gdzie osada ZSRR w składzie: Jewgienij Brago, Władimir Rodimuszkin, Aleksiej Komarow, Igor Borisow, Sława Amiragow, Leonid Gissien, Jewgienij Samsonow, Władimir Kriukow i Igor Polakow (sternik) zdobyła srebrny medal w ósemkach. W finale o 5,3 sekundy przegrali z osadą USA, a o 1,9 sekundy wyprzedzili Australijczyków. Był to jego jedyny start olimpijski.
W ósemkach zdobywał również złote medale na mistrzostwach Europy w Kopenhadze (1953), mistrzostwach Europy w Amsterdamie (1954) i mistrzostwach Europy w Gandawie (1955).
Brał udział w wielkiej wojnie ojczyźnianej (w ramach II wojny światowej). Odznaczony Orderem Czerwonej Gwiazdy, Orderem Wojny Ojczyźnianej II klasy i Medalem „Za pracowniczą dzielność”. Zdobywał mistrzostwo kraju w dwójkach podwójnych w 1948, w czwórkach ze sternikiem w 1951 oraz w ósemkach w latach W latach 1946, 1947, 1952, 1953, 1954 i 1956.